# Afric Pepperbird
Afric Pepperbird è un album in studio del sassofonista norvegese Jan Garbarek, pubblicato nel 1971 a nome Jan Garbarek Quartet.

## Tracce
Side 1
1. Skarabée – 6:16
2. Mah-Jong – 1:52
3. Beast of Kommodo – 12:23

Side 2
1. Blow Away Zone – 8:37
2. MYB – 1:50
3. Concentus – 0:50
4. Afric Pepperbird – 7:58
5. Blupp – 1:05

## Formazione

### Jan Garbarek Quartet
- Jan Garbarek – sassofono tenore, sassofono basso, clarinetto, flauto, percussioni
- Terje Rypdal – chitarra, bugle
- Arild Andersen – basso, m'bira, xilofono
- Jon Christensen – percussioni